# Francisco de Berrotarán y Gainza
Francisco de Aranaz Berrotarán y Gainza, vizconde del Valle de Santiago o  marqués del Valle de Santiago, fue un maestre de Campo español, Caballero de la Orden de Santiago y gobernador y capitán general de Venezuela en dos ocasiones, la primera entre 1693 y 1699, y la segunda entre 1704 y 1706. En algunos documentos su apellido se deletrea como Berroterán.

## Biografía
Fue bautizado el 2 de febrero de 1657 en Irún, Guipúzcoa, España, y murió el 20 de diciembre de 1713 en Caracas. 
Se casó en Caracas el 23 de diciembre de 1700 con Luisa Catalina De Tovar y Mijares de Solórzano, nacida en 1667 en Turmero, Estado Aragua y fallecida el 12 de febrero de 1720 en Caracas. Único hijo fue Miguel Diego De Berroterán y Tovar (1701-1738), casado el 19 de marzo de 1720 en Caracas con Ana Juana De Tovar y Galindo (1701-1763).
El título de Marqués del Valle de Santiago pasó a su hijo Miguel Diego, quien fue II Marqués del Valle de Santiago. El III Marqués del Valle de Santiago fue el hijo de Miguel Diego, Francisco José de Berroterán y Tovar, quien al morir soltero pasó el mayorazgo a su hermano, Miguel Antonio de Berroterán y Tovar, el IV Marqués del Valle de Santiago. Su hijo, 
José María de Berroterán y Gedler fue el V Marqués quien al morir pasó el mayorazgo a su hermano José Miguel de Berroterán y Gedler, VI y último Marqués del Valle de Santiago y miembro del bando realista durante la guerra de la independencia.
Durante su gobierno se fundó Altagracia de Orituco el 1 de marzo de 1694 y se llevó a cabo el censo de 1696, el cual arrojó una población para Caracas de 6000 habitantes.
La urbanización El Marqués, en Caracas, debe a su nombre a que estas tierras pertenecieron a Berrotarán.